# Polygon (Website)
Polygon ist eine US-amerikanische Computerspielewebsite, die über Neuigkeiten und Kultur berichtet. Zudem werden Rezensionen verfasst sowie Videos und Podcasts produziert. Sie wurde von Vox Media am 24. Oktober 2012 veröffentlicht. An der Website wurde zehn Monate lang entwickelt und zu den 16 Gründungsmitgliedern gehörten die Chefredakteure von den Computerspielewebsites Joystiq, Kotaku und The Escapist. Vox produzierte eine Dokumentarfilmserie über die Gründung. Das Alleinstellungsmerkmal von Polygon sollte der Schwerpunkt auf die Geschichten hinter den Spielen sein. Zudem werden ausführliche Features veröffentlicht, Videoinhalte erstellt und Rezensionen und Wertungen aktualisiert, wenn sich durch eine Aktualisierung etwas an einem Spiel ändert. Zum 1. Mai 2025 wurde Polygon an das kanadische Medienunternehmen Valnet verkauft.

## Geschichte

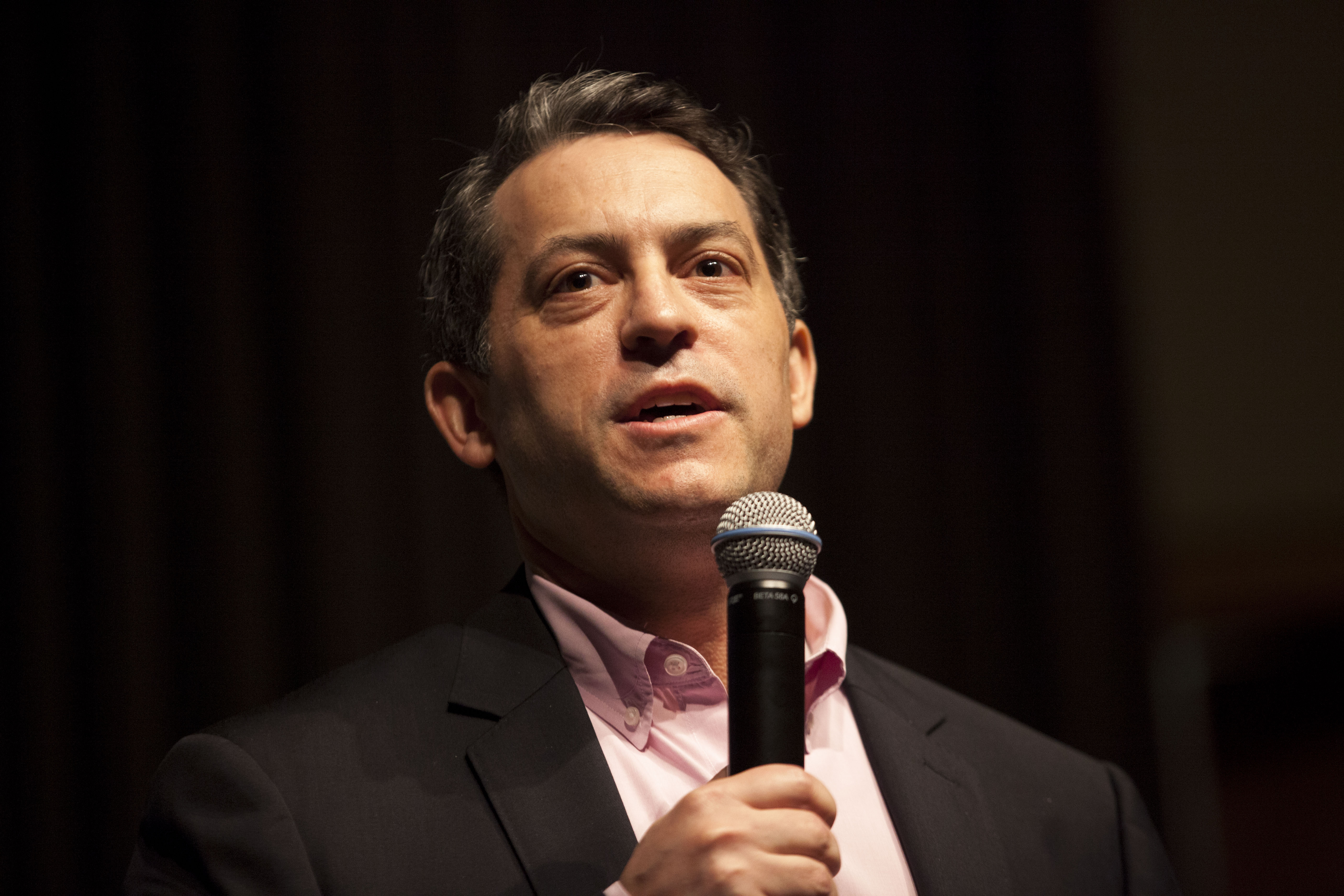
Jim Bankoff (2014)

Das Gamingblog Polygon ging am 24. Oktober 2012 als dritte Marke von Vox Media online. Die Website entstand aus dem Technikportal The Verge, welches ein Jahr zuvor veröffentlicht wurde. Vox Medias CEO Jim Bankoff ging Anfang 2011 auf Joystiqs Chefredakteur Christopher Grant zu, um ihn von der Idee einer neuen Computerspielwebsite zu überzeugen. Anmerkung a Bankoff betrachtete Computerspiele als einen logischen vertikalen Markt für Vox, deren Seiten die Zielgruppe der 18- bis 49-Jährigen anspricht. Zudem seien Computerspiele im Blick auf Handyspiele und Social Network Games ein wachsender Markt. Forbes bezeichnete Bankoffs Angebot eine „ernsthafte Verpflichtung gegenüber Online-Journalismus“ in einer Zeit von Content Farms und verschwindenden Printmedien, doch Grant lehnte es letztendlich ab. Nachdem Grant den Aufwand von Vox an The Verge, dem Content-Management-System Chorus und die Qualität der Inhalte und des Sponsorings, näher betrachtete, entschied er sich um und ging wieder auf Bankoff zu. Grant wollte, dass die Website mit Branchenführern wie GameSpot und IGN konkurriert und gleichzeitig ausführliche Features, ähnlich einer Zeitschrift, veröffentlicht. Anmerkung b Als Teil des Versuchs, den Computerspiele-Journalismus neu zu definieren, produzierte Vox eine 13-teilige Dokuserie über die Gründung Polygons (Press Reset).
Forbes beschrieb Polygons 16-köpfige Gründungsredaktion als „Starbesetzung“, insbesondere wegen der Übernahme von drei ehemaligen Chefredakteuren großer Gamingblogs. Christopher Grant verließ Joystiq im Januar 2012 und mit ihm kam von Kotaku Brian Crecente und von The Escapist Russ Pits. Weitere Redakteure waren Joystiqs leitender Redakteur Justin McElroy und Mitarbeiter von IGN, MTV, UGO, VideoGamer.com, und 1Up.com. Ben Kuchera schloss sich der Seite nach der Schließung von The Penny Arcade Report im November 2013 an. Das Team arbeitet von Philadelphia, New York City, West Virginia, San Francisco, Sydney, London und Austin (Texas), während Vox Media seinen Sitz in Washington, D.C. und New York hat. Polygon wurde innerhalb von zehn Monaten entwickelt. In der Zeit wurde neben der Websiteentwicklung der Name festgelegt sowie Maßstäbe für die Berichterstattung und eine Wertungsskala. Redakteure von Polygon veröffentlichten zwischen Februar und Oktober 2012 unter dem Namen „Vox Games“ bei The Verge Artikel. Der Name der Website wurde zuerst bei einer Podiumsdiskussion auf der PAX East im April desselben Jahres bekanntgegeben. Er bezieht sich auf ein Polygon, „den grundlegenden visuellen Baustein von Computerspielen“.
Im März 2016 wurde von Polygon- und SB-Nation-Redakteuren die Website The Rift Herald veröffentlicht, die sich ausschließlich mit dem Spiel League of Legends und dessen E-Sport beschäftigt.
Zum 1. Mai 2025 wurde Polygon von Vox Media an das kanadische Medienunternehmen Valnet verkauft. Direkt zum Termin wurden mehrere Redakteurinnen und Redakteure entlassen.

## Inhalte
“We want to focus on the human side of development.”

„Wir wollen uns auf die menschliche Seite der Entwicklung konzentrieren.“

Polygon veröffentlicht Computerspiele- und Unterhaltungsneuigkeiten, Rezensionen, Videos und Podcasts. Die Redaktion will sich von anderen journalistischen Erzeugnissen der Branche absetzen indem sie sich auf die Menschen hinter den Spielen konzentrieren, anstatt nur auf die Produkte. Zu Beginn der Seite wurden mehrere Features wöchentlich eingeplant, die vergleichbar mit Titelgeschichten von Zeitschriften sein sollten. Sie entschieden sich weiterhin, die Wertung für ein Spiel aktualisierbar zu machen, falls eine Softwareaktualisierung etwas zur Wertung beiträgt, um Spiele dessen Inhalte durch Updates und Downloadable Content angemessen bewerten zu können. Polygon wurde für ihre niedrige Wertung für The Last of Us kritisiert, welche bei der Remastered-Edition angehoben wurde. Um den Umstand zu kennzeichnen, dass Spiele teilweise vor der eigentlich Veröffentlichung nicht fehlerfrei laufen, begann Polygon solche Rezensionen mit dem Hinweis „vorläufig“ zu versehen und die finale Wertung nach der offiziellen Veröffentlichung festzulegen.
Nach einer zweiten Investitionsrunde von Vox im Jahr 2013 gab das Unternehmen bekannt, weiter in Polygons Videoinhalte zu investieren. Im Juni 2014 wurde der Feature-Redakteur Russ Pitts entlassen sowie Polygons Videoproduzent und -designer. Zudem sollten in Zukunft aus Kostengründen weniger Features veröffentlicht werden.
Polygon besitzt zudem einen aktiven Podcast. Bei Quality Control finden Nachbesprechungen zu aktuellen Rezensionen statt. Derzeit nicht mehr produzierte Podcasts sind Polygon Longform (Audioversionen von Features), Polygon Wireframe (Entwicklungsgeschichten) und Minimap (Neuigkeiten), welcher 2015 als einer der besten Podcasts von Apple ausgezeichnet wurde.

## Gestaltung
Die Website nutzt eine pinke Farbgebung und emuliert das Zeitschriften-Layout von The Verge. Polygon setzt auf HTML5 und responsives Webdesign, welches sich auf verschiedene Bildschirmgrößen automatisch anpasst. Die Features sind insbesondere für die Tablet-Nutzung optimiert.

## Finanzierung
Polygon nutzt ein „direktes Inhaltssponsoring“ als Form der Onlinewerbung, genau wie Vox Medias SB Nation und The Verge. So wird beispielsweise eine redaktionelle Videoreihe von Marken gesponsert. Forbes schrieb, dass Vox’ Vermeidung von Content-Farm- und Nachrichtensammlertaktiken und dem Drang zum Aufbau einer Online-Community, besonders für Werbekunden der Zeitschriftenbranche attraktiv ist. Polygon hebt insbesondere ihre Features bei potentiellen Werbekunden hervor, als Indikator für qualitative Inhalte. Zu den ersten Werbekunden gehörten Geico, Sony und Unilever.
Im Juni 2014 war Polygon auf dem vierten Platz der reichweitenstärksten Computerspieleblogs von Comscore hinter IGN, GameSpot und Kotaku.